# Chris Casamassa
Chris Casamassa (Bethlehem, Pennsylvania, SAD, 17. siječnja 1965.) američki je majstor borilačkih vještina, glumac i kaskader. Iako rođeni Amerikanac, Casamassa je talijansko-azerskog podrijetla. Najpoznatiji je po ulozi Scorpiona u filmu Mortal Kombat, baziranom na istoimenoj videoigri. U filmskom nastavku, Mortal Kombat: Istrebljenje nije mogao glumiti, jer je u isto vrijeme radio kao kaskader-dvojnik Georgeu Clooneyju u filmu Batman & Robin. Međutim, Casamassa je ponovo tumačio lik Scorpiona u seriji Mortal Kombat: Conquest. Glumačev otac, Louis D. Casamassa je guru borilačkih vještina te osnivač Red Dragon Karate škole. Otac i sin zajedno su se pojavili u filmu "Swords of Heaven" iz 1985.
Casamassa je imao kraće uloge u filmovima kao što su The Red Canvas, Food Fight i Blade, no on nastavlja "poboljšati" svoj glumački zanat s poznatim hollywoodskim učiteljem glume, Joelom Archerom.

## Biografija
Chris Casamassa i njegova žena Michelle roditelji su dvoje djece: Emily (7 godina) i Adama (4 godine). Chris je za svoju djecu izjavio: "Uzbuđen sam što i moja djeca treniraju borilačke vještine. Kod kuće neprestano ponavljaju udarce Zabavno je bdijeti nad njima i gledati kako odrastaju uz učenje borilačkih vještina."
Casamassa vježba najmanje tri dana u tjednu po 3 do 4 sata. To je svojedobno poratio riječima: "Borilačke vještine su moja strast, to mi je u krvi."
Osim po glumačkim ulogama, Casamassa je poznat i kao filmski kaskader. Poznata ostvarenja u kojima je radio kao kaskader su: Buffy: Ubojica vampira, Walker: Teksaški rendžer i V.I.P. Za glumca je najveće filmsko uzbuđenje bilo kada je morao odglumiti scenu borbe s Chuckom Norrisom, višestrukim američkim prvakom u karateu te vlasnikom svjetskog crnog pojasa u karateu. "U početku je Chuck odlučio da se u sceni koristi kaskader, no nakon toga smo oboje porazgovarali, odlučeno je da ću ja glumiti tu scenu. To je za mene bila velika čast.", prisjeća se Casamassa toga.
Casamassa je jedan od rijetkih glumaca iz originalne postave prvog Mortal Kombat filma koji je glumio u nastavku - Mortal Kombat: Devastation, koji je odlučio da će reprezirati svoju ulogu. O cijelome projektu vezanom uz taj film malo se zna. Jedan od razloga je svojedobna sudska tužba kojom je vlasnik licence za Mortal Kombat, tvrtka Threshold Entertainment htjela zaštititi tu franšizu od filmske kompanije Warner Brothers. Drugi razlog je što službena web stranica Mortal Kombata, odnosno Threshold Entertainment, nije ažurirana od 2004.
Bloody Disgusting izvjestio je u siječnu 2010., da je Warner Brothers angažirao Orena Uziela da napiše scenarij za novi film vezan uz Mortal Kombat tematiku. Paul W.S. Anderson, redatelj prvog MK filma, u interviewu za televizijski kanal G4, 4. svibnja, izrazio je želju da bi volio raditi na remakeu Mortal Kombata.
Chris Casamassa glumio je u mnogim filmovima koji su kasnije otkazani ili su snimke uništene. Neki od takvih uradaka su:
- Killers in the Dark (Tony),
- Vendetta Brothers (Bryce)
- Kleidoscop (Diablo Cartel)
- Across the Borderline (Vinnie)
- Seance (svečenik) te
- futuristička serija nalik na Pobješnjelog Maxa.[4]

## Karate
Chris Casamassa predsjednik je uspješnog lanca škola borilačkih vještina, Red Dragon Karate, koje je osnovao njegov otac Louis. Glumac je bio višestruki prvak sjeverne Amerike u karateu. Kroz to razdoblje, Casamassa je osvojio 18 naslova prvaka, 12 naslova prvaka s korištenjem oružja te je bio na vrhu TOP 10 liste najboljih boraca u srednjoj kategoriji. Nakon što se umirovio od aktivnog natjecanja, glasanjem je odlučeno da Casamassa uđe u Kuću slavnih američke karate - kung-fu federacije. Kasnije je izabran za ulazak u prestižnu Međunarodnu američku kuću slavnih u sklopu dvije odovjene kategorije:
- za Top natjecatelja desetljeća i
- za Instrutora godine.

## Filmografija
| Godina        | Film                                      | Hrv. prijevod               | Uloga                                   | Bilješke                               |
| ------------- | ----------------------------------------- | --------------------------- | --------------------------------------- | -------------------------------------- |
| 1984          | The Karate Kid                            | xxx                         | Posjetitelj turnira                     |                                        |
| 1985.         | Sword of Heaven                           | Mač raja                    | Sportaš na trening                      |                                        |
| 1988.         | Black Eagle                               | Crni orao                   | Kaskader                                | scena je obrisana                      |
| 1991.         | China O'Brien 2                           | xxx                         | Ološ / borac kaskader                   |                                        |
| 1992.         | Shootfighter: Fight to the Death          | xxx                         | Gospodar prstena / Creon (shootfighter) |                                        |
| 1992.         | A Mission to Kill                         | xxx                         | Young Hank                              | scena je obrisana                      |
| 1995.         | Mortal Kombat                             | xxx                         | Scorpion                                |                                        |
| 1995.         | Mortal Kombat: Behind the Scenes          | xxx                         | Scorpion / sam glumac                   | Dokumentarac o snimanju Mortal Kombata |
| 1995. – 1996. | WMAC Masters                              | xxx                         | Sam glumac (kao "Crveni zmaj")          |                                        |
| 1997.         | Batman & Robin                            | xxx                         | Dvojnik-kaskader u ulozi Batmana        |                                        |
| 1998.         | Mortal Kombat: Conquest                   | xxx                         | Takeda / Scorpion                       |                                        |
| 1998.         | Blade                                     | xxx                         | Vampir kaskader                         |                                        |
| 1998.         | V.I.P.                                    | xxx                         | Kaskader                                |                                        |
| 1999.         | Martial Law                               | xxx                         | Kaskader                                | 2. i 6. epizoda                        |
| 2000.         | Mortal Kombat: Federation of Martial Arts | xxx                         | Scorpion / Black Dragon Ninja           | online                                 |
| 2000.         | Walker: Texas Ranger                      | Walker: Teksaški rendžer    |                                         |                                        |
| 2000.         | Vendetta Brothers                         | xxx                         | Bryce                                   | otkazano                               |
| 2001.         | Seance                                    | Seansa                      | Svećenik                                | Nije objavljeno                        |
| 2001.         | A Real Job                                | Pravi posao                 | Bill                                    |                                        |
| 2001.         | The Hunted                                | xxx                         | Zack                                    | Jedna epizoda                          |
| 2001.         | Buffy the Vampire Slayer                  | Buffy: Ubojica vampira      | Vitez templar                           |                                        |
| 2001.         | Killers in the Dark                       | Ubojice u mraku             | Tony                                    | Otkazano                               |
| 2003.         | How to be an Action Star                  | Kako biti akcijska zvijezda | Sam glumac / gost                       |                                        |
| 2003.         | Across the Borderline                     | Preko granice               | Vinnie                                  | Otkazano                               |
| 2004.         | Sci-Fi Fighter                            | xxx                         | Majstor karatea                         |                                        |
| 2008.         | The Red CanvasFoodfight!                  | xxx                         | Najavljivač u ringu                     |                                        |
| 2010.         | Foodfight!                                | xxx                         | Dex Dogtective                          | Nije objavljeno                        |
| 2010.         | Mortal Kombat: Devastation                | xxx                         | Scorpion                                | Neponato                               |

## Vanjske poveznice
- Osobne stranice glumca
- Filmografija Casamasse na IMDB.com